# Iyasu IV
Iyasu IV, död 1832, var kejsare av Etiopien mellan 1830 och 1832.